# Pallacanestro Cantù 1952-1953
Questa voce raccoglie le informazioni riguardanti la Pallacanestro Cantù nelle competizioni ufficiali della stagione 1952-1953.

## Stagione
La stagione 1952-1953 della Pallacanestro Cantù, sponsorizzata Milenka, è la 5ª nel campionato italiano di Serie C di pallacanestro.
All'inizio della stagione i canturini si rafforzarono con la campagna acquisti estiva per l'assalto alla Serie B. Vennero ingaggiati: l'allenatore Ettore Terrevazzi, Nando Butti, Bini e Perduca, tutti provenienti da Milano.
Grazie al primo posto nella Poule Promozione Interzona Cantù ottenne l'ufficiale promozione in Serie B. La stagione non finì qui perché c'erano ancora da disputare le finali nazionali a Perugia contro la Polisportiva Marcacci Napoli e Padova Sport per contendersi il titolo nazionale. Cantù vinse all'esordio contro i partenopei ma poi persero contro i veneti chiudendo così al secondo posto.
Al termine della stagione a soli 28 anni Carlo Lietti, il primo grande tiratore della storia canturina, decise di ritirarsi.

## Roster
- Carlo Lietti
- Nando Butti
- Lino Cappelletti
- Enrico Mauri
- Giacomo Mauri
- Benito Ronchetti
- Raul Ronchetti
- Bini
- Corti
- Degli Esposti
- Perduca
- Pozzoli
- Quarti

Allenatore:  Ettore Terrevazzi